# Walter Wagner
Walter Wagner (1907 of 1908 – mei 1945) was de notaris die op 29 april 1945 in de Führerbunker Adolf Hitler en Eva Braun trouwde.
Wagner was een advocaat en lid van de nazi-partij. Hij was een kennis van Joseph Goebbels, waarmee hij in het verleden in Berlijn gewerkt had. Toen de geallieerden Berlijn bereikten, zat Wagner in het leger. Toen Hitler Goebbels inlichtte over zijn plannen om te trouwen, riep Goebbels Wagner naar de bunker. Echter, toen hij daar op 28 april arriveerde, kwam hij tot de ontdekking dat hij niet de juiste papieren had om de ceremonie uit te voeren. Later die avond verkreeg hij de juiste documenten, zodat hij iets na middernacht de ceremonie kon uitvoeren. Goebbels en Martin Bormann waren de getuigen. Vrijwel direct hierna voegde Wagner zich terug bij zijn eenheid. Enkele dagen later sneuvelde hij tijdens de Slag om Berlijn.
Hitlers huwelijk wordt vertoond in films zoals Hitler: The Last Ten Days, The Bunker en Der Untergang. Alle films tonen Wagner die volgens de nazi-wetgeving aan Hitler en Braun de vraag stelt om te bevestigen dat ze zuivere ariërs zijn, voordat hij het huwelijk voltrekt.

## In de media
Walter Wagner werd door volgende acteurs vertolkt in film en televisie producties.
- Georg-Michael Wagner in de 1971 Oostblok co-productie Liberation: The Last Assault.
- Andrew Sachs in de 1973  Britse film Hitler: The Last Ten Days.[3]
- John Ringham in de 1973 Britse televisie productie The Death of Adolf Hitler.[4]
- Robert Austin in de 1981 Amerikaanse televisie productie The Bunker.
- Norbert Heckner in de 2004 Duitse film Der Untergang.[5]